# Arnaldo Telesino
Arnaldo Telesino (fl. XI secolo) è stato un vescovo cattolico italiano.

## Biografia
Il vescovo Arnaldo Telesino è citato in due documenti dell'XI secolo.
Nel primo documento, un diploma datato 1068, un certo Roberto (forse Roberto il Guiscardo) donò alla Cattedrale della Santa Croce di Telese, a beneficio del vescovo Arnaldo e dei suoi successori, il fondo di Sant'Agatella costituito da 337 moggi di terreno. Questa donazione fu successivamente ratificata da Carlo II d'Angiò.
Il feudo di Sant'Agatella, che si estendeva fra Telese ed Amorosi, divenne un possedimento secolare dei vescovi telesini. Nel 1681 mons. Cito diceva che il fondo aveva una estensione fra le 400 e le 500 moggia e dava una rendita di circa 150 ducati d'oro. Nel 1822 l'estensione si ridusse a 280 moggia.
Nel secondo documento, invece, vi è scritto che il vescovo Arnaldo e il suo clero erano esentati dal pagamento di alcune gabelle.
Sotto il vescovo Arnaldo Telesino si costruì il primo nucleo della cattedrale della Santa Croce.